# Riberas del Río Aliste y afluentes
Riberas del Río Aliste y afluentes este o arie protejată (arie specială de conservare — SAC, sit de importanță comunitară — SCI) din Spania întinsă pe o suprafață de 1.748,85 ha, integral pe uscat.

## Localizare
Centrul sitului Riberas del Río Aliste y afluentes este situat la coordonatele 41°40′34″N 6°04′59″W / 41.676°N 6.083°V.

## Înființare
Situl Riberas del Río Aliste y afluentes a fost declarat sit de importanță comunitară în august 2000 pentru a proteja 1 specie de plante și 14 specii de animale. Situl a fost protejat și ca arie specială de conservare în septembrie 2015.

## Biodiversitate
Situată în ecoregiunea mediteraneană, aria protejată conține 18 habitate naturale: Râuri cu maluri nămoloase cu vegetație de Chenopodion rubri p.p. și Bidention p.p., Iazuri temporare mediteraneene, Lacuri și iazuri distrofice naturale, Liziere de ierburi înalte hidrofile de câmpie și de nivel montan până la alpin, Cursuri de apă de la nivel de câmpie la nivel montan, cu vegetație Ranunculion fluitantis și Callitricho-Batrachion, Păduri de Quercus ilex și Quercus rotundifolia, Lacuri eutrofice naturale cu vegetație de tip Magnopotamion sau Hydrocharition, Păduri termofile cu Fraxinus angustifolia, Păduri de stejar galițio-portugheze cu Quercus robur și Quercus pyrenaica, Pajiști umede atlantice temperate cu Erica ciliaris și Erica tetralix, Păduri aluvionare cu Alnus glutinosa și Fraxinus excelsior (Alno-Padion, Alnion incanae, Salicion albae), Galerii de Salix alba și de Populus alba, Râuri mediteraneene cu debit permanent și vegetație de Glaucium flavum, Pante stâncoase silicioase cu vegetație casmofită, Păduri de Castanea sativa, Pajiști uscate europene, Formațiuni ierboase bogate în specii de Nardus, dezvoltate pe substraturi silicioase în zone montane (și în zone submontane, în Europa continentală), Pajiști umede mediteraneene cu ierburi înalte de Molinio-Holoschoenion.
La baza desemnării sitului se află mai multe specii protejate:
- plante (1): Apium repens
- amfibieni (1): Discoglossus galganoi
- mamifere (8): liliac cârn (Barbastella barbastellus), vidră de râu (Lutra lutra), liliac cu aripi lungi (Miniopterus schreibersii), liliac cu urechi de șoarece (Myotis blythii), liliac comun (Myotis myotis), liliacul mediteranean cu potcoavă (Rhinolophus euryale), liliacul mare cu potcoavă (Rhinolophus ferrumequinum), liliacul mic cu potcoavă (Rhinolophus hipposideros)
- pești (3): Achondrostoma arcasii, Cobitis calderoni, Pseudochondrostoma duriense
- reptile (2): Lacerta schreiberi, Mauremys leprosa

Pe lângă speciile protejate, pe teritoriul sitului au mai fost identificate 1 specie de plante, 9 specii de amfibieni, 14 specii de mamifere, 2 specii de pești.